# IC 1838
IC 1838 ist eine Spiralgalaxie vom Hubble-Typ Sc im Sternbild Widder auf der Ekliptik. Sie ist schätzungsweise 342 Millionen Lichtjahre von der Milchstraße entfernt.
Das Objekt wurde am 18. Januar 1898 von Stéphane Javelle entdeckt.